# Одеон
Одео̀н (на старогръцки: ᾨδεῖον; на латински: Odeum) е сграда, използвана за провеждане на поетични и певчески състезания, както и за музикални и литературни представления в Спарта, построена през VII – VI в пр.н.е.
Оттам всяка подобна сграда в Древна Гърция или Древен Рим се нарича одеон.
В България са разкрити 3 одеона – в Пловдив, София и Никополис ад Иструм (с. Никюп, Великотърновско). Предполага се, че първоначално одеонът в днешен Пловдив е изпълнявал функцията на булевтерион, но според по-късни строителни периоди се смята, че основното предназначение на сградата е като театрална постройка.